# Arquidiocese de Chatigão
A Arquidiocese de Chatigão (Archidiœcesis Chittagongensis) é uma circunscrição eclesiástica da Igreja Católica situada em Chatigão, Bangladesh. Atualmente seu Arcebispo é Lawrence Subrato Howlader, C.S.C.. Sua Sé é a Catedral de Nossa Senhora do Santo Rosário.
Possui 11 paróquias servidas por 23 padres, abrangendo uma população de 20 992 523 habitantes, com 0,1% da dessa população jurisdicionada batizada (31 168 católicos).

## História
A Diocese de Chatigão foi erigida em 25 de maio de 1927 com o breve In illis christiani do Papa Pio XI, recebendo o território da diocese de Daca (hoje arquidiocese). Originalmente era sufragânea da Arquidiocese de Calcutá.
Em 3 de julho de 1929, a paróquia de Shibpur passou sob a jurisdição dos bispos de Chatigão pela bula Quæ ad spirituale, que até então dependia da Diocese de São Tomé de Meliapor em virtude dos direitos do Padroado Português.
Em 9 de julho de 1940 cedeu uma parte do seu território em vantagem da ereção da Prefeitura apostólica de Akyab (atual Diocese de Pyay).
Em 15 de julho de 1950, ingressou na província eclesiástica da arquidiocese de Daca.
Em 17 de janeiro de 1952, cedeu a parte do território que estava na Índia para o benefício da ereção da prefeitura apostólica de Haflong (hoje Diocese de Aizawl).
Cedeu outra parte de território em 29 de dezembro de 2015 em vantagem da ereção da diocese de Barisal (atual Diocese de Barishal).
Em 2 de fevereiro de 2017 foi elevada a categoria de arquidiocese metropolitana.
Em 28 de dezembro de 2018, inalterado o nome em latim, passou a usar o nome com a ortografia atual.

## Prelados
| #              | Nome                              | Período    | Notas                               |
| Arcebispos     | Arcebispos                        | Arcebispos | Arcebispos                          |
| -------------- | --------------------------------- | ---------- | ----------------------------------- |
| 2º             | Lawrence Subrata Howlader, C.S.C. | 2021 -     | Atual                               |
| 1º             | Moses Costa, C.S.C. †             | 2017-2020  |                                     |
| Bispo          |                                   |            |                                     |
| 5º             | Moses Costa, C.S.C. †             | 2011-2017  |                                     |
| 4º             | Patrick D’Rozario, C.S.C.         | 1995-2010  | Nomeado Arcebispo-coadjutor de Daca |
| 3º             | Joachim J. Rozario, C.S.C. †      | 1968-1994  |                                     |
| 2º             | Raymond Larose, C.S.C. †          | 1952-1968  |                                     |
| 1º             | Alfredo Le Pailleur, C.S.C. †     | 1927-1952  |                                     |
| Bispo-auxiliar |                                   |            |                                     |
|                | Lawrence Subrata Howlader, C.S.C. | 2009-2015  | Nomeado Bispo de Barishal           |